# Zaouiat Sidi Hamza
Zaouiat Sidi Hamza (franska: Zaouiat Sidi Hamza (CR), Zaouiat Sidi Hamza (Commune Rurale), arabiska: سيدي عياد) är en kommun i Marocko.   Den ligger i provinsen Midelt och regionen Drâa-Tafilalet, 260 km sydost om huvudstaden Rabat. Antalet invånare är 4 595.